# Egil á Bø
Egil á Bø (ur. 2 kwietnia 1974 na Wyspach Owczych) – farerski piłkarz grający na pozycji obrońcy.

## Kariera klubowa
Swą karierę w seniorach Egil á Bø rozpoczął w roku 1993, mając 19 lat. Występował wtedy w klubie EB/Streymur, w którym gra do dziś. Zawodnik ten w międzyczasie zmieniał jednak drużyny. Najpierw przeszedł do ÍF Fuglafjørður (wtedy druga liga Wysp Owczych), by w sezonie 2004 przenieść się do stołecznego B36 Tórshavn. Grał tam z numerem osiemnastym. W roku 2004 wziął udział w piętnastu na osiemnaście meczach ligowych, a także w sześciu na siedem pucharowych (B36 Tórshavn dotarł do ćwierćfinału, gdzie uległ VB Vágur w rzutach karnych). Mógł także zagrać w meczach Pucharu UEFA 2004/05 przeciwko łotewskiemu Liepājas Metalurgs, przegranych kolejno 1:3 i 1:8. Egil á Bø zdobył w tamtym sezonie także siedem bramek ligowych (głównie na wyjazdach) oraz dwie pucharowe (jedną z rzutu karnego w ćwierćfinale).
Do marca 2005 roku Egil á Bø był zawodnikiem B36 Tórshavn, jednak sezon na Wyspach Owczych zaczyna się najwcześniej od kwietnia, dlatego można powiedzieć, że od początku sezonu 2005 zawodnik ten gra dla EB/Streymur. Rozpoczynał grając z numerem dziewiętnastym, jednak po pięciu meczach dostał numer drugi, by w kolejnym znów wrócić do pierwotnego stanu. Rozegrał on 24 mecze w lidze, mając kilkumeczową przerwę między 7. a 10. kolejką. Jeśli chodzi o rozgrywki pucharowe, to EB/Streymur odpadł wtedy w 1/8 finału, przegrywając z B68 Toftir 0:1, Egil á Bø został wystawiony do składu. Zawodnik ten zdobył w sezonie 2005 cztery bramki w lidze, a jego zespół wywalczył piąte miejsce.
Od początku sezonu 2006 Egil á Bø rozgrywa mecze z numerem ósmym. Sytuacja ta utrzymuje się do dziś. Zawodnik ten rozegrał do końca roku 2006 dwadzieścia pięć z dwudziestu siedmiu możliwych spotkań ligowych. Jego zespół zajął drugie miejsce w tabeli – jedynie jeden punkt dzielił go od mistrza archipelagu, HB Tórshavn. EB/Streymur dobrze także poradził sobie w rozgrywkach pucharowych (w porównaniu do ich poprzednich dokonań), gdzie dotarli do półfinału, w którym mierzyli się z B36 Tórshavn. W pierwszym meczu, składającym się na rozgrywki półfinałowe, grając u siebie wygrali 1:0, w drugim jednak przegrali 0:1, a seria rzutów karnych przesądziła, że do finału dostał się klub ze stolicy Wysp Owczych. Egil á Bø zagrał we wszystkich czterech meczach pucharowych, nie zdobywszy jednak żadnej bramki, zaś w rozgrywkach ligowych zdobył ich sześć.
W sezonie 2007 zawodnik ten rozegrał dwadzieścia sześć na dwadzieścia siedem spotkań ligowych, a jego zespół zajął ponownie drugie miejsce na Wyspach Owczych. Szczególnie wysoko jego klub zabrnął wtedy w rozgrywkach Pucharu Wysp Owczych, albowiem wygrali w finale z HB Tórshavn 4:3. Egil á Bø zagrał w niemal wszystkich meczach, omijając jedynie spotkanie 1/8 finału. Tym razem lepsi okazali się być gracze NSÍ Runavík, którzy zdobyli siedem punktów więcej od EB/Streymur. Egil á Bø zdobył wtedy pięć bramek w lidze i ani jednej w Pucharze. Zespół EB/Streymur wziął też udział w rozgrywkach Pucharu UEFA 2007/08 z uwagi na to, iż klub ten zajął drugie miejsce w tabeli z 2007 roku. Farerczycy trafili na fiński Myllykosken Pallo -47. Pierwszy mecz zakończył się zwycięstwem Finów 1:0, drugi zaś remisem 1:1, więc wynik dwumeczu był niekorzystny dla zespołu z Wysp Owczych i nie awansował on do następnej fazy rozgrywek.
Ostatnim sezonem, w jakim do tej pory brał udział Egil á Bø był sezon 2008. Zagrał on wtedy w lidze dwadzieścia pięć na dwadzieścia siedem spotkań, a jego zespół zakończył sezon na pierwszej pozycji w lidze, po raz pierwszy w swej historii. Również rozgrywki pucharowe poszły po myśli zawodnikom EB/Streymur. Zespół ponownie zdobył Puchar Wysp Owczych, pokonując w finale klub B36 Tórshavn 3:2. Egil á Bø zagrał w trzech spotkaniach pucharowych. Sezon ten nie był zbyt owocny dla tego piłkarza, jeśli chodzi o zdobyte bramki – udało mu się strzelić tylko jednego gola w pierwszym meczu rozgrywek ligowych. Zespół EB/Streymur wziął udział w eliminacjach do Pucharu UEFA 2008/09. W swym pierwszym meczu trafili na Angielski Manchester City, z którym przegrali po 0:2 w każdym meczu. Egil á Bø grał w obu spotkaniach.

## Kariera reprezentacyjna
Swą karierę w reprezentacji Wysp Owczych Egil á Bø rozpoczął dopiero w roku 2008, kiedy rozegrał swój debiutancki mecz z Portugalią, 20 sierpnia 2008, który Wyspy Owcze przegrały 0:5. Następnie zagrał we wszystkich, jak dotąd, meczach reprezentacji w ramach Mistrzostwa Świata w piłce nożnej 2010.